# Achille-Ferdinand Carrier
Achille-Ferdinand Carrier (15 février 1859 à Québec, Canada - 21 mars 1930 à Québec, Canada) est un homme politique québécois.
Il a été député de la circonscription de Gaspé pour le Parti libéral de 1890 à 1892.

## Biographie
Achille-Ferdinand Carrier fait ses études classiques au Séminaire de Québec puis obtint sa licence en droit de l'Université Laval de Québec, en 1881. Membre du Barreau du Québec, il fut également membre du Barreau du Minnesota.
Il fonda son cabinet d'avocats avec deux associés, Me Delisle et Me Brunet, avant de déménager à Minneapolis aux États-Unis, en 1885. Pendant un an, il exerce sa profession dans cette ville et travaille également comme éditeur du journal canadien-français L'Écho de l'Ouest. À son retour au Québec, il sera un temps directeur de la Compagnie de chemins de fer de Matane.
Il est élu député libéral à l'élection de 1890 dans Gaspé. Toutefois, il est battu lors de l'élection suivant le renversement du gouvernement d'Honoré Mercier en 1892. Il se présentera à nouveau en 1897, dans la circonscription de Terrebonne cette fois, mais sans succès. L'année suivante, il sera nommé juge à la Cour de magistrat pour les districts de Terrebonne, de Joliette et d'Ottawa. Il prendra sa retraite en 1924.